# Sap (Slovacchia)
Sap (in ungherese Szap) è un comune della Slovacchia facente parte del distretto di Dunajská Streda, nella regione di Trnava.